# Serra dos Ancares
Serra dos Ancares (galiciska: Serra de Picos, Picos dos Ancares, Serra de Picos dos Ancares, Serra e Picos de Ancares) är en bergskedja i Spanien.   Den ligger i regionen Galicien, i den nordvästra delen av landet, 400 km nordväst om huvudstaden Madrid.